# 에밀리 하트
에밀리 하트(Emily Hart, 1986년 5월 2일 ~ )는 미국의 배우, 성우이다.

## 출연 작품
- 나인 데드 (2010년)
- 싸일런싱 메리 (1998, Silencing Mary)
- 친구와 애인 사이 (1996년)
- 사브리나 - TV 시리즈 (1996년)